# Short Data Service
Short Data Service (SDS) är en tjänst i TETRA och är ett sätt för att skicka korta textmeddelanden på upp till 140 tecken, liknande Short Message Service (SMS) i GSM-systemet.